# 다바타역 (나가노현)
다바타역(일본어: 田畑駅)은 일본 나가노현 가미이나군 미나미미노와촌에 위치한 도카이 여객철도 이다선의 철도역이다. 단선 승강장 1면 1선의 구조를 갖춘 지상역이다.

## 역 주변
- 덴류강

## 역사
- 1911년 11월 3일 : 이나 전차 궤도의 미소노 - 기노시타 간 연신 시에 다하타 정류장으로서 개업. 여객역.
- 1912년 1월 4일 : 이나 전차 궤도가 미소노 정류장으로부터, 현재의 인접 역인 이나키타 역까지 연신.
- 1923년
  - 3월 16일 : 궤도 선로 개.보수에 수반해 다하타 정류장 폐지.
  - 12월 1일 : 다하타 정류장 재개업.
- 1943년 8월 1일 : 이나 전기 철도선이 이다선의 일부로서 국유화되어, 일본국유철도가 승계. 동시에 역으로 승격해, 다하타역으로 한다.
  - 당시는, 도카이도 본선 하마마쓰 - 나고야 간의 각 역이나 이다선의 각 역, 주오 본선 가미스와 - 시오지리 간의 각 역, 마쓰모토역을 발착하는 여객만 이용되었다.
- 1954년 12월 1일 : 도쿄도 구내의 각 역이나 나가노역을 발착하는 여객도 이용가능하게 되었다.
- 1959년 10월 1일 : 다바타역으로 읽기 변경.
- 1970년 4월 1일 : 여객 발착역의 제한을 폐지. 동시에 무인역화.
- 1987년 4월 1일 : 일본국유철도 분할 민영화에 의해, 도카이 여객철도가 승계.

## 인접 역
| 도카이 여객철도 이다선 | 도카이 여객철도 이다선 | 도카이 여객철도 이다선 |
| ---------------------- | ---------------------- | ---------------------- |
| 이나키타 도요하시 방면 | ■ 이다선               | 기타토노 다쓰노 방면   |